# دوغ والتون (فيلسوف)
دوغ والتون هو فيلسوف كندي، ولد في 2 يونيو 1942.